# Escola católica
As escolas católicas são instituições educacionais paroquiais de nível pré-escolar, primário e secundário, administradas em associação com a Igreja Católica. Em 2011, a Igreja Católica operava o maior sistema escolar religioso e não governamental do mundo. Em 2016, a Igreja mantinha 43.800 escolas secundárias e 95.200 escolas primárias. Essas escolas incluem o ensino religioso juntamente com disciplinas seculares em seu currículo.

## Propósito
As escolas católicas se diferenciam de suas equivalentes públicas por enfatizarem o desenvolvimento dos indivíduos como praticantes da fé cristã. Os líderes, professores e alunos devem se concentrar em quatro princípios fundamentais estabelecidos pela Igreja e pela escola: a identidade católica da instituição, a educação voltada para a vida e a fé, a celebração da vida e da fé, e a ação e a igualdade social.
Como outras instituições cristãs, as escolas católicas são geralmente não denominacionais, ou seja, aceitam qualquer pessoa, independentemente de religião ou filiação denominacional, sexo, raça, etnia ou nacionalidade, desde que os requisitos de admissão ou matrícula e os documentos legais sejam apresentados, e as regras e regulamentos sejam obedecidos para uma vida escolar produtiva. No entanto, pessoas não católicas, sejam cristãs ou não, podem precisar participar ou serem dispensadas de atividades obrigatórias, especialmente aquelas de natureza religiosa. Isso está de acordo com o espírito de inclusão social.

## Educação religiosa
A educação religiosa, como disciplina central, é um elemento vital do currículo, onde os indivíduos devem se desenvolver "intelectualmente, fisicamente, socialmente, emocionalmente e, é claro, espiritualmente". A educação também envolve "o aspecto distinto, mas complementar, da dimensão religiosa da escola por meio da vida litúrgica e de oração da comunidade escolar". Nas escolas católicas, os professores ministram um Programa de Educação Religiosa fornecido pelo bispo e pelo superintendente. Assim, o professor, o pároco e o bispo contribuem para o planejamento e o ensino das aulas de Educação Religiosa.
A educação católica tem sido identificada como um fator positivo de fertilidade; a educação católica em nível universitário — e, em menor grau, no ensino médio — está associada a um número maior de filhos, mesmo levando em conta o efeito de confusão de que pessoas mais religiosas têm maior probabilidade de frequentar a educação religiosa.

## Benefícios internacionais

### Preferência pelos pobres
As escolas católicas passaram por mudanças anunciadas pelo Concílio Vaticano II em relação ao ensino social católico centrado nos pobres: "Em primeiro lugar, a Igreja oferece seus serviços educacionais aos pobres, àqueles privados da ajuda e do afeto da família ou àqueles que estão distantes da fé..." Essas mudanças levaram a casos no Brasil, no Peru e no Chile em que essas contribuições resultaram em "uma nova forma de estar na escola", ao incluir pessoas desfavorecidas e de áreas pobres no sistema educacional.

### Alta frequência e desempenho
Evidências empíricas nos Estados Unidos e na Austrália indicam que o desempenho educacional e a frequência são maiores em escolas católicas em comparação com suas equivalentes públicas. Evans e Schwab (1998), em seu experimento, descobriram que a frequência em escolas católicas nos Estados Unidos aumenta em 13% a probabilidade de concluir o ensino médio ou iniciar o ensino superior. Da mesma forma, um experimento conduzido por Williams e Carpenter (1990) na Austrália, ao comparar os resultados anteriores entre escolas privadas e públicas, concluiu que os alunos da rede privada superam os das escolas públicas em todos os indicadores educacionais, sociais e econômicos.

### Desenvolvimento das meninas na sociedade
A educação católica demonstrou ter um grande impacto na mudança do papel das mulheres em países como Malta e Japão. Por exemplo, a escolarização católica de meninas em Malta indica: "...provas de um notável compromisso com o desenvolvimento pleno das meninas em uma sociedade global". Da mesma forma, escolas femininas no Japão também contribuíram fortemente para a transformação pessoal e educacional dentro de uma sociedade patriarcal.

## Criticismo

### Desigualdade econômica
O alto custo e a necessidade de oferecer salários elevados contribuem para a dificuldade de manter as escolas católicas. Muitas escolas católicas nos Estados Unidos, especialmente nas áreas centrais do país, que tradicionalmente atendiam os mais necessitados, estão sendo forçadas a fechar em ritmo crescente. Esse aparente abandono dos pobres pode contradizer os princípios fundamentais das escolas católicas. Existe uma contradição evidente quando escolas católicas em áreas mais ricas recebem melhores recursos e são mais privilegiadas do que aquelas situadas em regiões de baixa renda.

### Contexto político
Houve casos em que certas ideologias políticas ligadas ao secularismo, ou países com alto nível de nacionalismo, demonstraram desconfiança em relação ao que as escolas católicas estão ensinando. Os ensinamentos morais e sociais promovidos pelas escolas católicas podem ser vistos como uma "continuação do domínio cultural colonial da sociedade", percepção ainda presente em países como Zâmbia, Malawi e nas antigas colônias da Espanha.